# 毛内浩靖
毛内 浩靖（もうない ひろやす、1964年8月2日 - ）は、日本の漫画家。後にペンネームを百丸に変更。
青森県出身。青森県立木造高等学校卒業。

## 来歴・人物
1984年、『増刊少年サンデー』（小学館）掲載の『MOMOKO』でデビュー。代表作は『カンニンGOOD』など。
漫画家になろうとしたきっかけは、水島新司の漫画作品『ドカベン』を読んだことから。
東京ヤクルトスワローズのファンである他、自身の作品にも野球漫画や野球の描写を投入した作品も多い。口癖は「金くれ～」で、『カンニンGOOD』の登場人物・金内金暮が生まれたきっかけにもなっている。
画力・物語の構成力ともに高く、「コロコロNo.1ストーリーテラー」と評されている。
先述の通り、2009年から百丸名義で活動、連載している。
2024年2月から『ココナラ』で「アイコン作成」を始める。

## 作品リスト

### 毛内浩靖名義
- MOMOKO（小学館 増刊少年サンデー 1984年 読切）
- VS．名も知らぬおっさん　（小学館　少年サンデー大別冊1987年年1月号）
- セーラー服Z　（小学館　週刊少年サンデー大別冊1987年4月号）
- VS．名も知らぬおっさん　－青春の決着編－　（小学館　週刊少年サンデー大別冊1987年9月号）
- 南の島のトラ丸くん（小学館 コロコロコミック夏休み増刊号 1993年 読切）
- 南の島のトラ丸くんⅡ（小学館 コロコロコミック新年増刊号 1994年 読切）
- はっけ!!ヨコチン（小学館 別冊コロコロコミック6月号 1994年 読切）
- ベスボルくん（小学館 別冊コロコロコミック12月号 1995年 読切）
- カンニンGOOD（小学館 別冊コロコロコミック 1995年6月号 - 2002年12月号、全9巻）
- 豪快野球坊ベスボル（小学館 別冊コロコロコミック 2003年4月号 - 2007年4月号、全5巻）
- ランドセル戦士 ゲンコツ（小学館 別冊コロコロコミック 2007年10月号 - 2008年4月号）
- まんがまん（小学館 別冊コロコロコミック 2008年12月号 - 2009年6月号）

### 百丸名義
- レイトン教授と永遠の歌姫（小学館　別冊コロコロコミック2010年2月号）
- Friends もののけ島のナキ（原案：浜田廣介、2011年11月28日発売）ISBN 9784091413567[6]
- イナズマイレブンGOギャラクシー　4コマ&クイズ全百科（監・原作：レベルファイブ、クイズ構成・編集：古城宏、2014年2月20日発売）ISBN 9784092812284[7]
- 天才ザツガクン（小学館　別冊コロコロコミック2014年8月号 - 2014年12月号）
- お届け者ウルルン（別冊コロコロコミック）
  - 2016年9月28日発売 ISBN 9784091422194[8]
  - 2017年5月26日発売 ISBN 9784091423603[9]
  - お届け者ウルルンのLINEスタンプ販売開始（2023年2月）

- そらからアメがふってきた〈デジタル絵本〉（ココナラ　コンテンツマーケット　2025年6月）

### 毛内ヒロやす名義
- 富山しあわせ勝負（作：浅野拓、監修：雁屋哲、花咲アキラ）[10]